# Encajera

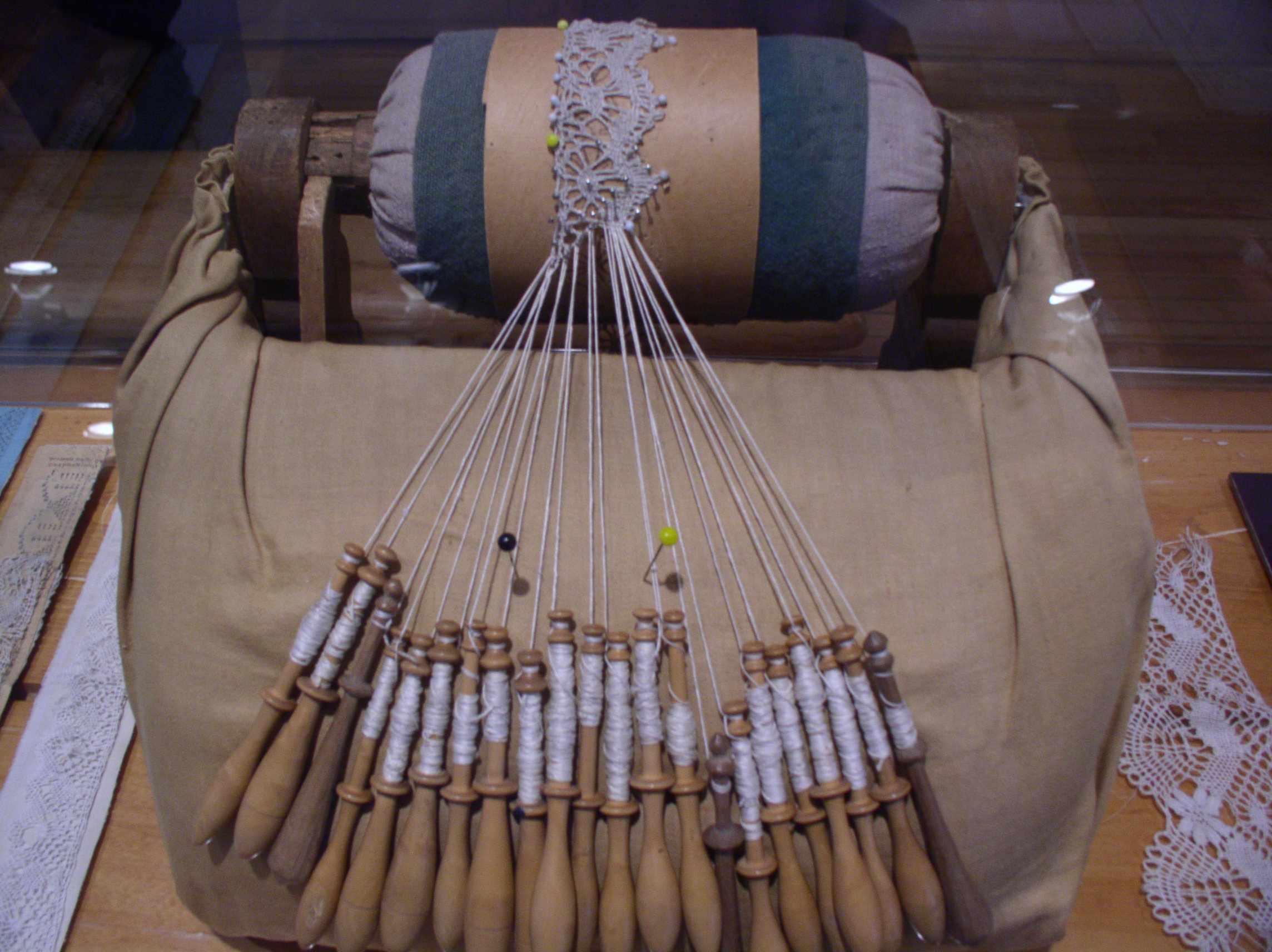
Encaje de bolillos en el Musée des Ursulines de Quebec.

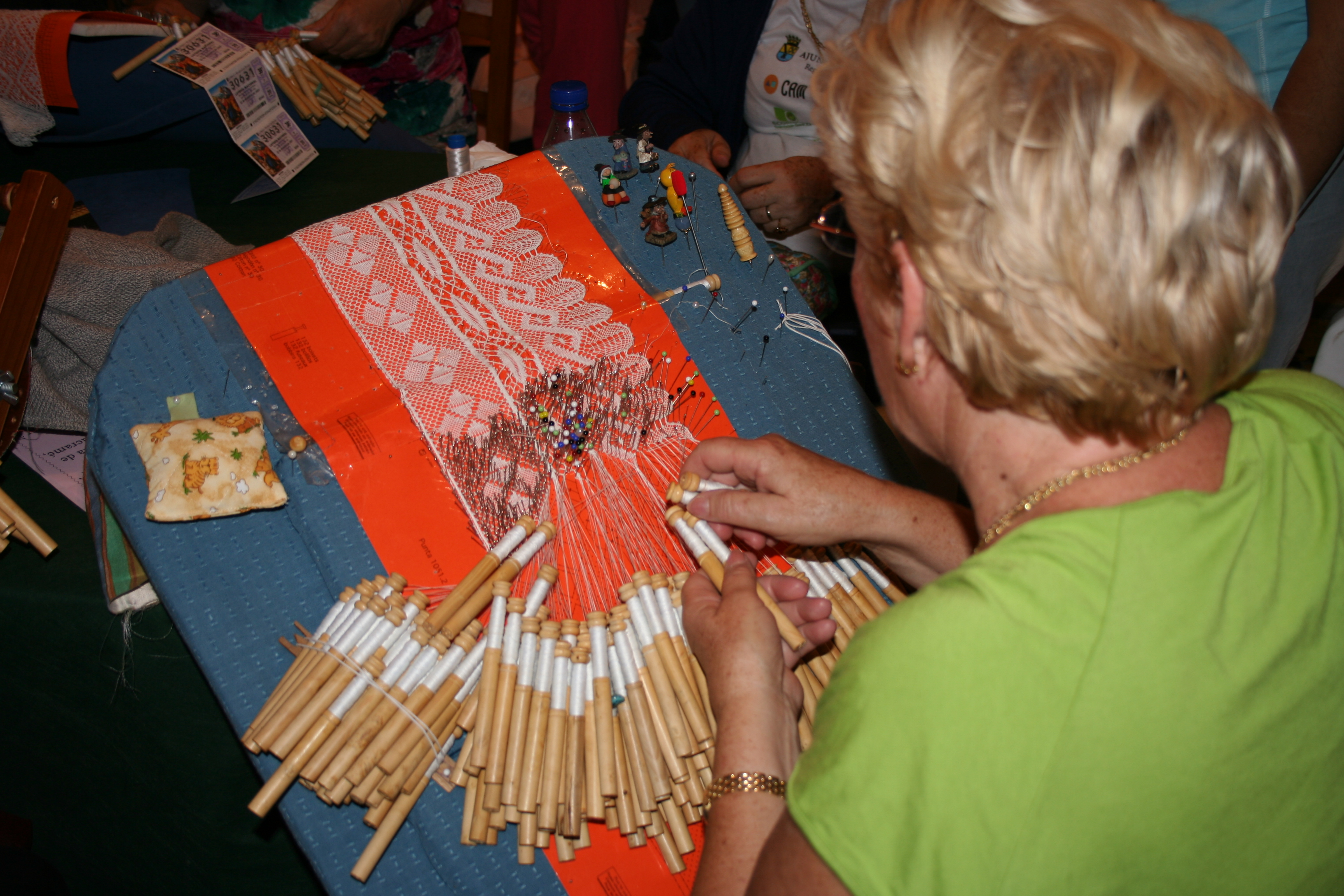
Encajera, elaborando un encaje de bolillos.

Una encajera es la persona que se encarga de trabajar el tejido ornamental y transparente que se hace a mano y se adorna con bordados. 
Se llama encaje porque, en sus orígenes, se solía realizar entre los bordes de dos tiras paralelas de lienzo, como si fuera una labor encajada entre ellas, y se denominaba asimismo randa, del alemán rand (borde u orilla) porque suele bordear a otra pieza. Por esta misma causa, y por terminar en picos o dentellones, se conoce también con el nombre de puntas o puntilla (en francés, dentelles) aunque este nombre se aplica en España sólo a los encajes pequeños y dentellados. 
El encaje propiamente dicho se diferencia del bordado sobre malla o sobre cualquier tela muy transparente en que no exige un tejido previo, como lo requiere el bordado.

## Historia y orígenes

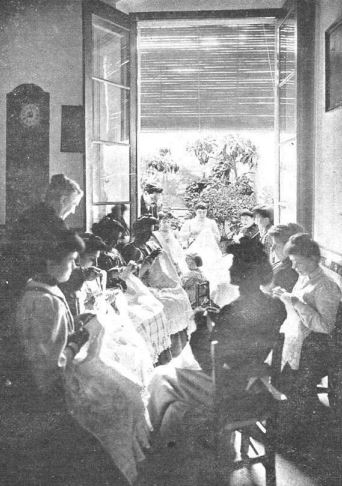
Puntaires de Arenys de Mar en la Ilustración Catalana nº 159 (2ª época) (17/6/1906)

El origen histórico del encaje se fija por lo general a mediados del siglo XVI y se supone que nació en Venecia. 
Pero si entendemos por encaje cualquier tejido transparente y bordado, hay que remontarse a las antiguas civilizaciones de Oriente para encontrar sus primeros vestigios. Se pudieron fabricar en la antigüedad bordados sobre telas transparentes, al igual que sobre piezas tupidas y hasta llegar a formarse mallas de pasamanería con adornos, de todo lo cual hay indicios y noticias y así la historia del encaje se confunde con la del bordado. 
Pero, según la definición de encaje, se supone que es más reciente habiéndose disputado su paternidad venecianos y flamencos a mediados del siglo XVI. Sin embargo, en España ya se ejercitaban las labores de encaje de aguja y al bolillo medio siglo antes en varias poblaciones de España y con seguridad procedían de los conventos de monjas.